# Dryas (Lapithe)

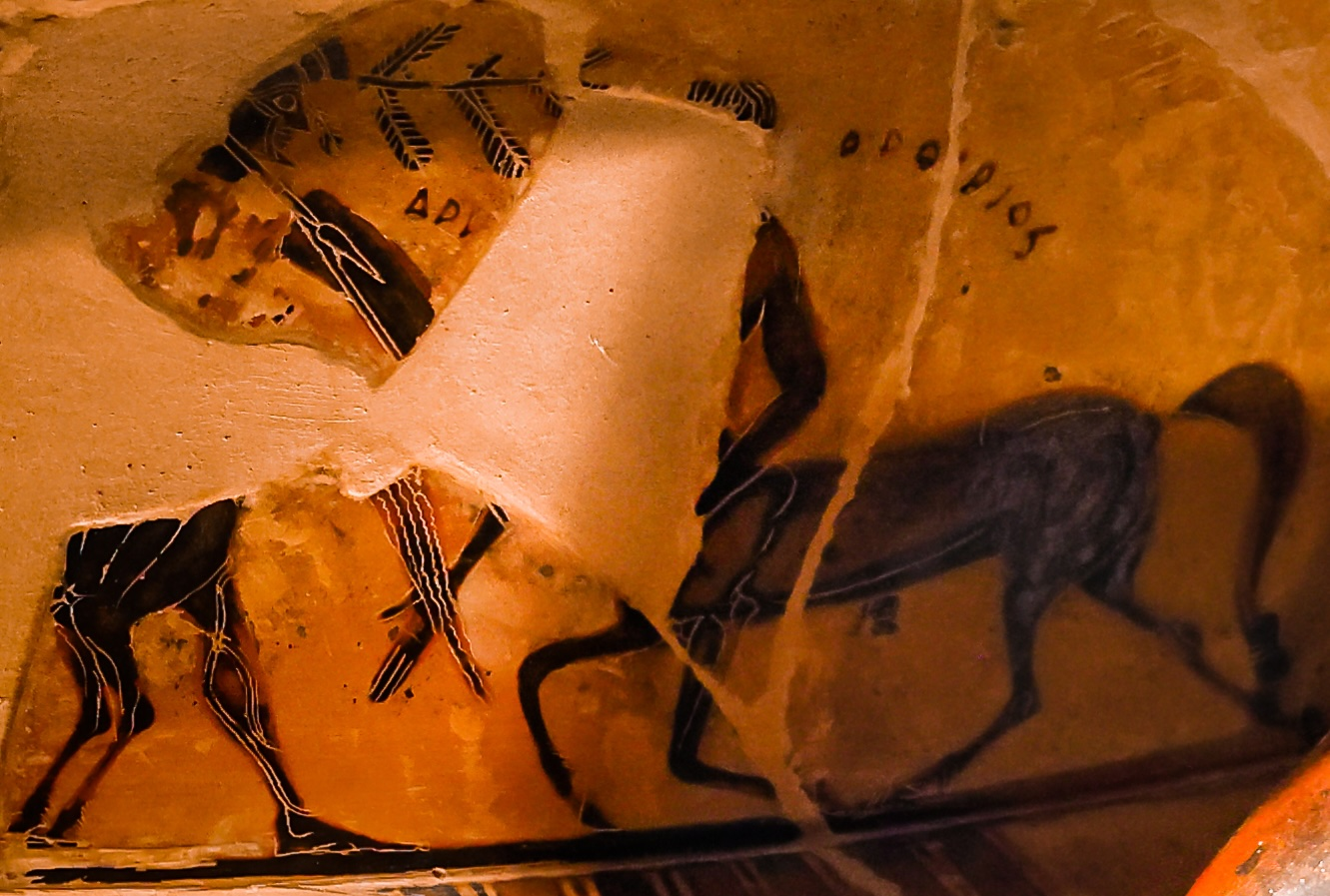
Françoisvase, links oben: ΔRY(AΣ) richtet die Lanze auf den Kentauren ΟΡΟΣΒΙΟΣ (Oureios?).

Dryas ist in der griechischen Mythologie ein heroischer Lapithe, Teilnehmer in der Kentauromachie auf der Hochzeit des Peirithoos. Schon Homer und Hesiod lassen ihn gegen die Kentauren in den Kampf ziehen, die Françoisvase zeigt ihn mit Lanze und Namen, Ovid widmet ihm schließlich eine längere Schlachtszene, in der er den gefährlichen Rhoethus außer Gefecht setzt und fünf weitere Kentauren tötet.

## Name
Er kommt vom griechischen Δρύας, Drýas, abzuleiten von δρῦς, drýs, Baum, Eiche, Holz. Er ist also der „Eichenmann“. Passend dazu steigt er bei Ovid mit einem „glühenden Pfahl“ in den Kampf ein.

## Mythos
Die von Homer und Hesiod angelegte heroische Dimension des Dryas kommt in Ovids Kampfszene zum fulminanten Abschluss. Er ist den Kentauren weit überlegen, treibt den gefährlichen Rhoetus in die Flucht und kann in der Schlacht die Wende zu Gunsten der Lapithen herbeiführen.

### Homer
Nestor erzählt in der Heeresversammlung vom schweren Kampf gegen die Kentauren, war er doch selbst dabei. Er will den Streit zwischen Agamemnon und Achilleus schlichten und führt an, dass die damaligen Helden trotz des viel stärkeren Gegners auf ihn gehört hätten: „Dennoch hörten sie Rat von mir, und gehorchten dem Worte.“ Er zählt die alten Helden auf, darunter den Theseus, Peirithoos und auch den „Δρύαντά τε ποιμένα λαῶν = den Dryas, Hirte (Beschützer) seines Volkes.“

### Hesiod
Hesiod wertet den homerischen „Hirten“ zum „Herrscher“ auf und listet ihn mit anderen Lapithen in seiner Beschreibung der Kentauromachie auf dem Schild des Herakles zusammen mit Kaineus auf: „Καινεα τ᾽αμφι ανακτα Δρυὰντα = und die beiden Herrscher Kaineus und Dryas.“ Er gehörte also zur Führungsriege der Lapithen, führte diese im Kampf gegen die Kentauren an.

### Françoisvase 6. Jh. v. Chr.
Links oben sind sein Kopf, rechts daneben die Anfangsbuchstaben seines Namens ΔΡΥ, DRY zu sehen (siehe Bild). Er richtet den Speer gegen den Kentauren Orosbios (= Oureios?): „Der ... ist, wie es scheint, getroffen, und eben im Begriff zu Boden zu sinken, nicht bloss in Folge der Wunde, sondern offenbar mit der Absicht, seinen Gegner (Dryas), der eben zum tödlichen Stoss ausholt, um Gnade zu bitten.“

### Ovid 1. Jh. v. /1. Jh. n. Chr.
Ovid greift im 12. Buch seiner Metamorphosen die Figur auf und baut sie in seine Kentauromachie ein. Wie bei Homer trägt Nestor in der Heeresversammlung die Kentauromachie vor, um seine Kampfgenossen zum Kampf gegen die Trojaner anzuspornen. Er erzählt, der Kentaur Rhoetus habe schon hintereinander mehrere Lapithen getötet und sich seiner Erfolge gerühmt, doch Dryas habe dessen Siegesserie gestoppt: „398 Ihm (dem Rhoetus), der prahlt mit des ständigen Mordes Gelingen, / bohrst du (Dryas) geglüheten Pfahl dicht neben dem Hals in die Schulter. “ Der schwer verwundete Rhoetus flieht und löst unter den Kentauren eine große Fluchtwelle aus. Mit Dryas wendet sich die Schlacht zu Gunsten der Lapithen. Am Ende erlegt er noch fünf fliehende Kentauren: „310 Aber Eurynomus nicht und Lycidas und mit Areos / Imbreus mieden den Tod: die streckte die Rechte des Dryas / alle darnieder von vorn. Von vorn nicht minder empfingst du, / ob du den Rücken zur Flucht auch wandtest, Crenaeus, die Wunde.“ 
Dryas kämpft mit der Rechten (dextra), ob er in ihr immer noch den „geglühten Pfahl“ hält oder zu den „heroischen“ Waffen, Speer und Schwert, greift, bleibt offen. Nach diesem Kampfeinsatz ist von Dryas bei Ovid nichts mehr zu hören, er wird die Schlacht überlebt haben. Auch spätere Autoren werden ihn nicht mehr aufgreifen.

#### Literarische Gestaltung
Ovid hebt ihn aus der Masse der Lapithen heraus, dreimal fällt sein Name (290: Dryanta, 296: Drya, 311: Dryantis), zweimal spricht er ihn persönlich an (296: te, dich, dir; 297: in te, bei dir), einmal ruft er ihn mit einem Epitheton an: „296: saeve Drya = o du wilder Dryas“, obwohl es nach Bömer „keinen Anhaltspunkt dafür (gibt), dass gerade er sich durch saevitia (Wildheit, Grausamkeit) hervorgetan habe.“ Es sei eher ein „formelhaftes Beiwort epischer Sprache“ oder eine „Übertragung von anderen Dryantes“.